# Øgadekvarteret (Aarhus)
 For alternative betydninger, se Øgadekvarteret. (Se også artikler, som begynder med Øgadekvarteret)
Øgadekvarteret er et kvarter i Aarhus. Det udgør den nordøstlige del af Vesterbro og er beliggende i Aarhus Midtby.
Området afgrænses af Langelandsgade, Ny Munkegade, Kaserneboulevarden, Høegh-Guldbergs Gade, Nørregade, Nørre Allé, og Vesterbro Torv.
Kvarteret er opført fra slutningen af 1800-tallet frem til ca. 1920. Fra begyndelsen lå kvarteret i udkanten af Aarhus, men som følge af et stigende indbyggertal samt industrialiseringen, opførte man såvel boliger som virksomheder.
Området har sit navn eftersom at gaderne er opkaldt efter danske øer, hvor Sjællandsgade er den længste. Der er dog andre gader på Vesterbro i umiddelbart nærhed, såsom Mønsgade og Saltholmsgade der ligeledes er opkaldt efter danske øer, men ikke er en del af kvarteret. Langelandsgade grænser op til kvarteret men er ligeledes ikke en del af Øgadekvarteret.

## Galleri
Gademiljøer
- Ny Munkegade.
- Falstergade.
- Ny Munkegade
- Sølystgade
- Falstersgade
- Norsgade
- Anholtsgade
- Hjelmensgade
- Nørregade deler indre by og Øgadekvarteret (Vesterbro).

Markante bygninger
- Betlehemskirken, Aarhus Metodistkirke.
- Beboernes Hus
- Gammelt byhus
- Århus Brandstation
- Samsøgades Skole
- Sankt Markus Kirken